# LFA-1
LFA-1 (z anglického lymphocyte function-associated antigen 1) je membránový receptor nacházející se na povrchu bílých krvinek. Řadí se do rodiny adhezivních receptorů, tzv. integrinů.

## Funkce
LFA-1 zprostředkovává přichycení leukocytů proudících krevním řečištěm na cévní stěnu a jejich následný průnik do tkání. LFA-1 hraje důležitou roli pro T-lymfocyty, ovlivňuje jejich aktivaci, migraci, proliferaci a efektorové funkce jakožto i vývoj paměťových T-lymfocytů. Podílí se na formování mezibuněčných kontaktů T-lymfocytu s jiným T-lymfocytem i antigen-prezentující buňky s T-lymfocytem (imunologická synapse).

## Struktura

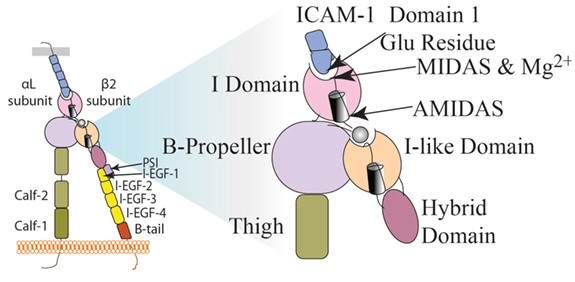
Domény a podjednotky receptoru LFA-1. I doména obsahuje MIDAS místo, které váže ICAM-1 ligand.

LFA-1 je heterodimer skládající se z α-podjednotky (CD11a) a β-podjednotky (CD18), které jsou nekovalentně spojeny. Tyto podjednotky tvoří receptor sestávající z dlouhé extracelulární domény, transmembránové domény a krátkého cytoplasmatického řetězce. Podjednotka α se skládá z calf-1 a calf-2 domén, které mají Ca2+ vazebnou smyčku zodpovědnou za ohnutí této podjednotky. Podjednotka β se skládá z I-like domény, hybridní domény, PSI (plexin/semaforin/integrin) domény a čtyř I-EGF (integrin epidermal growth factor-like) domén. Většina integrinů, včetně LFA-1, exprimuje αI doménu, která je klíčová pro vazbu ligandů. Doména I α-podjednotky obsahuje MIDAS (z anglického metal ion-dependent adhesion site) místo, kam se váže ligand ICAM-1 prostřednictvím svých glutamátových reziduí v doméně 1.

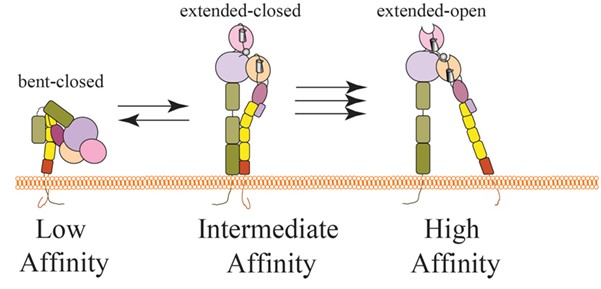
Konformační stavy LFA-1. V nízkoafinitní stavu je LFA-1 kompaktně sbalená, ohnutá. Ve stavu střední afinity se α podjednotka napřímí. Ve vysokoafinitním stavu je LFA-1 plně rozbalen a místo pro vazbu ligandu je plně odhaleno.

LFA-1 se vyznačuje nejméně třemi konformačními stavy, které jsou charakterizovány pozicí extracelulárních domén a cytoplasmatického řetězce.  V neaktivním stavu je molekula LFA-1 v ohnuté konformaci a má nízkou afinitu pro ICAM. Tato ohnutá konformace ukrývá MIDAS místo. Navázání ligandu do MIDAS místa způsobí posun α7 helixu a změnu pozice hybridní domény. To dále vyústí v oddálení extracelulárních domén α-podjednotky a β-podjednotky.  Změna konformace LFA-1 vede k až 10 000 násobnému zvýšení afinity pro ligand. 

## Signalizace
LFA-1 zahájí interakci se svými ligandy až po stimulaci pomocí vnějších signálů např. cytokinů, chemokinů či specifických antigenů, tedy skrze tzv. signalizaci zevnitř ven (inside-out). Následuje spuštění signální kaskády, ve které malá GTPasa Rap1 ve svém aktivním stavu interaguje s efektorovými proteiny. To způsobí navázání proteinu talin na β2 cytoplasmatický řetězec LFA-1, což vyústí v přeskupení LFA-1 do rozvinuté konformace. V této konformaci je LFA-1 aktivován a může vázat svůj ligand ICAM-1.

## Deficit adheze leukocytů (LAD)
Deficit adheze leukocytů (LAD, z anglického leukocyte adhesion deficiency) je imunodeficience způsobená absencí důležitých adhezivních proteinů, včetně LFA-1. LAD je způsoben genetickým defektem v autozomálně recesivních genech. Nedostatek adhezivních molekul způsobuje neúčinnou migraci i fagocytózu leukocytů. LAD1, podtyp LAD, je způsoben nedostatkem integrinů, které obsahují β-podjednotku, tedy i LFA-1. LAD1 je charakterizován vracející se bakteriální infekcí, opožděným (>30 dnů) oddělením pupeční šňůry, nedostatečným hojením ran a tvorbou hnisu. LAD1 je způsobena nízkou expresí α-podjednotky a β-podjednotky. Podjednotka α se nachází na chromozomu 16 a podjednotka β se nachází na chromozomu 21.

## Role LFA-1 v nádorových onemocněních
Jelikož se LFA-1 nachází exkluzivně na povrchu leukocytů, je možné zacílit léčbu leukémie pomocí specifických anti-LFA-1 látek. Nicméně hrozí poškození zdravých leukocytů a tudíž i narušení fungování imunitního systému. LFA-1 je potentní molekulou při léčbě chronické lymfocytární leukemie. Pro migraci leukemických buněk jsou klíčové VLA-4 a LFA-1. V buňkách chronické lymfocytární leukemie byly nalezeny defekty LFA-1. Léčiva obnovující funkce LFA-1 zlepšila formování imunologické synapse mezi T a B lymfocyty.